# Yamagata, Gifu
Yamagata (山県市 Yamagata-shi) là một thành phố thuộc tỉnh Gifu, Nhật Bản.